# Honduras en los Juegos Olímpicos de Barcelona 1992
Honduras estuvo representado en los Juegos Olímpicos de Barcelona 1992 por diez deportistas, siete hombres y tres mujeres, que compitieron en cuatro deportes.
El equipo olímpico hondureño no obtuvo ninguna medalla en estos Juegos.